# 013

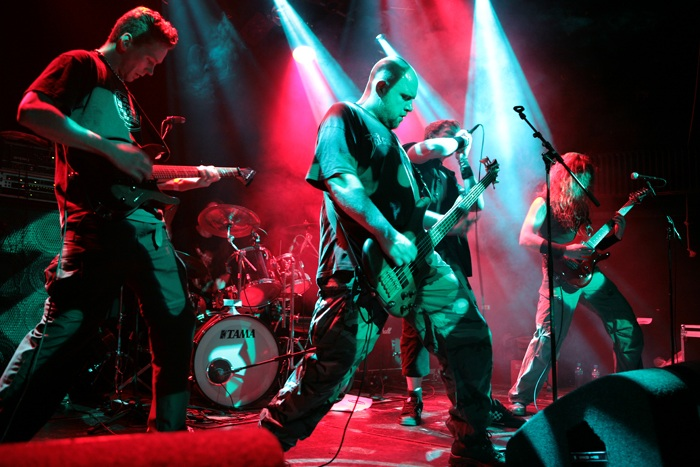
Optreden van The New Dominion op Tilburg Thrashfest in 013.

013 is een poppodium in Tilburg. De naam verwijst naar het netnummer voor telefoongesprekken naar de stad. 013 is de eerste zaal in Nederland die speciaal voor popmuziek is gebouwd.

## Oprichting
Het gebouw opende op 13 november 1998 zijn deuren. Organisatorisch  is het een fusie van concertzalen Noorderligt en Bat Cave alsmede de plaatselijke MuziekKantenWinkel. Het wordt vooral gezien als een voortzetting van het Noorderligt aan de Veldhovenring, dat tussen 1984 en 1998 een landelijke reputatie had en uit haar voegen groeide.

## Verbouwingen
In 2007 werden foyer en kelder van het pand verbouwd. In 2016 werd 013 grondiger verbouwd, waardoor de grote zaal een capaciteit kreeg van 3.000 mensen. De kenmerkende oplopende trap in de grote zaal van 013 is behouden gebleven. In de kleine zaal kunnen 700 mensen. Hiermee is 013 het grootste poppodium van Nederland.
De zalen kunnen qua grootte aangepast worden op het aantal bezoekers. Voor kleinere shows werkt 013 ook samen met andere podia in de stad zoals Hall of Fame, Little Devil, Extase, Cul de Sac en Paradox.

## Tragisch ongeluk
In de zomer van 2011 kwam de directeur van 013, Guus van Hove, door uitdroging om het leven in de woestijn van California. Van Hove was de opvolger van de eerste directeur Martin van Ginkel. Onder zijn leiding won 013 driemaal een prijs voor meest gastvrij podium voor artiesten. In mei 2017 droeg U2 een concert in Los Angeles aan hem op. Ook kreeg hij een tegel in de Tilburgse Walk of Fame.

## Evenementen
In 013 vinden jaarlijks festivals plaats, zoals Roadburn en (tot 2016) Incubate. Tevens organiseerde het poppodium hip-hopfestival Woo-Hah in Safaripark de Beekse Bergen.
Tijdens de coronapandemie (2020-2022) was 013 grotendeels gesloten. Wel vonden er, wanneer de maatregelen dat toelieten enkele seated concerten plaats, zoals enkele tientallen 'Club Zoveel' shows van Guus Meeuwis. Ook werd het gebouw ingezet als stemlokaal tijdens de Tweede Kamerverkiezingen in 2021 en Gemeenteraadsverkiezingen 2022 onder de noemer 'Stem als een ster'.

## Optredens
Poppodium 013 is regelmatig gastheer voor grote (internationale) acts. Enkele grote namen die er hebben opgetreden:
- Alice Cooper
- Alt-J
- Anastacia
- Anneke van Giersbergen
- Armin van Buuren
- Cage the Elephant
- Chemical Brothers
- Cypress Hill
- Crowded House
- Editors
- Faithless
- Ghost
- Kamelot
- Kraftwerk
- Level 42
- Muse
- Nick Cave
- Post Malone
- Queens of the Stone Age
- Robbie Williams
- Slayer
- Slipknot
- Smashing Pumpkins
- Snoop Dogg
- The Black Keys
- The Prodigy
- The Wailers
- Tool
- Toto
- Wolfmother
- Wu-Tang Clan